# Montirone
Montirone là một đô thị thuộc tỉnh Brescia trong vùng Lombardia ở Ý. Đô thị này có diện tích 10 km², dân số 4019 người.
Đô thị này giáp với các đô thị sau: Bagnolo Mella, Borgosatollo, Ghedi, Poncarale.